# Peter Siegesmund
Peter Siegesmund (* 17. August 1940 in Eberswalde; † 20. August 2021) war ein deutscher Politiker (SED). Er war Vorsitzender des Rates des Bezirkes Cottbus.

## Leben
Siegesmund, Sohn eines Arbeiters und einer Putzmacherin, erlernte von 1954 bis 1956 den Beruf des Betonbauers im VEB Baubetrieb Dresden. 1954 trat er der Freien Deutschen Jugend (FDJ) bei. 1956/57 arbeitete er in der Dresdener Malzfabrik, von 1957 bis 1960 war er als Angestellter bei der Deutschen Reichsbahn in Dresden beschäftigt. 1960/61 arbeitete er als Betonbauer im Betonwerk Elsterwerda.
1961 wurde Siegesmund Assistent des Bürgermeisters in Hohenleipisch. Er trat 1962 der Sozialistischen Einheitspartei Deutschlands (SED) bei. 1962 war er Sekretär für Propaganda der FDJ-Kreisleitung Bad Liebenwerda. 1962/63 war er Hörer an der Jugendhochschule „Wilhelm Pieck“ beim Zentralrat der FDJ. Von 1963 bis 1973 fungierte er als Erster Sekretär der FDJ-Kreisleitung Cottbus-Stadt.
Zwischen 1965 und 1967 absolvierte er ein Fernstudium an der Meisterschule für Bauwesen in Blankenburg (Harz), das er als  Meister für Bau und Montage abschloss. Von 1973 bis 1976 studierte Siegesmund an der Parteihochschule „Karl Marx“ mit Abschluss als Diplom-Gesellschaftswissenschaftler. 1976 wurde er Zweiter Sekretär und war dann von 1977 bis 7. Dezember 1984 Erster Sekretär der Kreisleitung Senftenberg der SED. Vom 7. Dezember 1984 bis 3. Dezember 1988 war er Erster Sekretär der Kreisleitung Cottbus-Stadt der SED (Nachfolger von Gerhard Schulz). Seit Ende 1988 bereitete er sich auf die Übernahme des Cottbuser Ratsvorsitzes von Irma Uschkamp vor, die auf eigenen Wunsch 1989 zurücktreten wollte. Siegesmund war von Juni 1989 bis Juni 1990 Vorsitzender des Rates des Bezirkes Cottbus. Ab 15. Februar 1981 war er Mitglied der SED-Bezirksleitung Cottbus und ab 12. Dezember 1984 Mitglied seines Sekretariats. Von 1986 bis 1990 war Siegesmund auch Abgeordneter des Bezirkstags Cottbus.
Im Mai 1990 verließ Siegesmund die Partei des Demokratischen Sozialismus (PDS), war aber erneut von September 1990 bis August 1999 Mitglied der Partei.
Von Juli bis Dezember 1990 war er als Sachgebietsleiter im Finanzamt Cottbus-Ost tätig, dann von Januar 1991 bis August 2000 als Marketingleiter in den Bereichen Druck und Bauwesen in der freien Wirtschaft. Im September 2000 trat er in den Ruhestand.

## Auszeichnungen
- Vaterländischer Verdienstorden in Bronze (1979)